# يوم الوطنيين

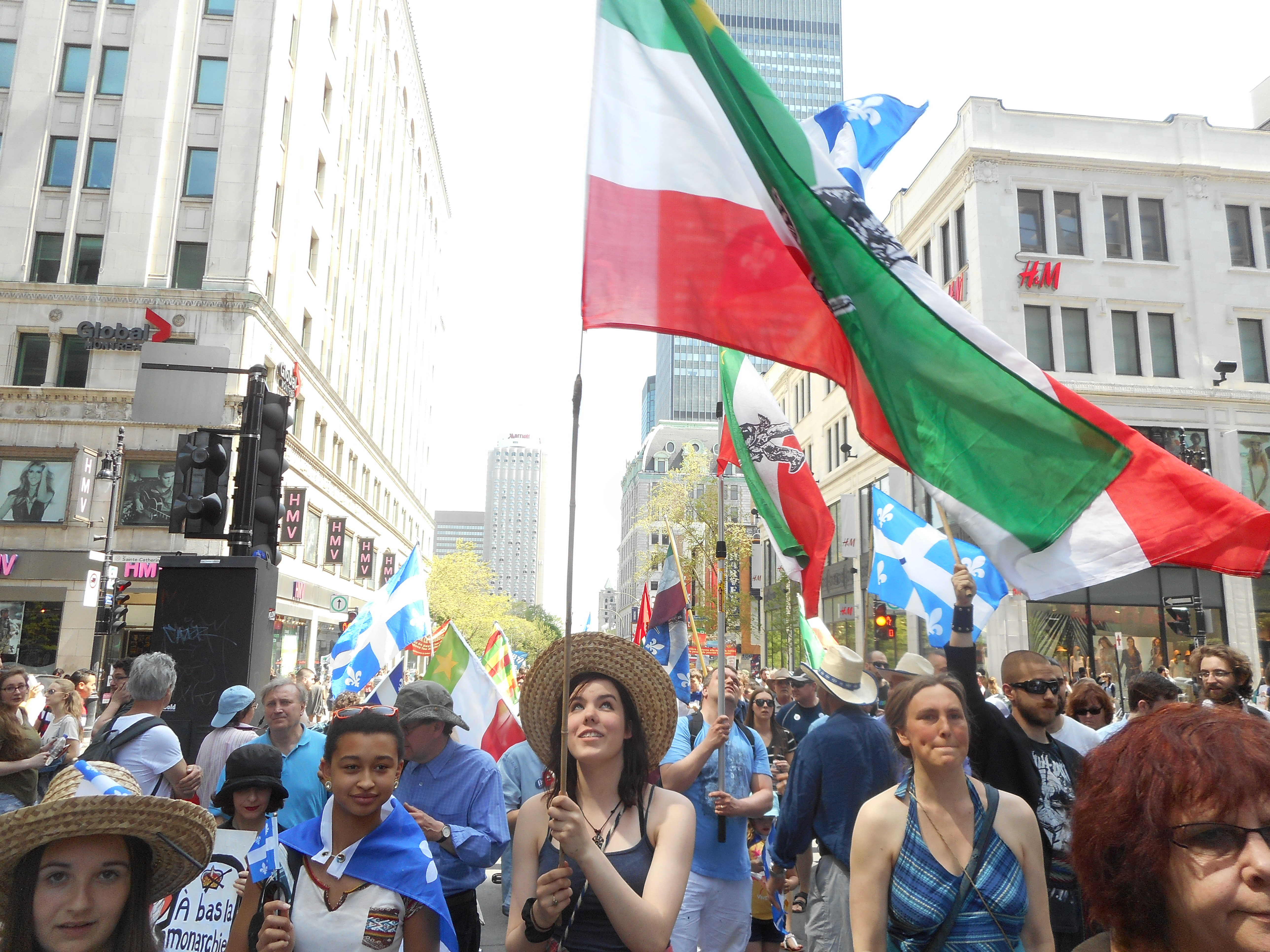
احتفال باليوم الوطني

اليوم الوطني للوطنيين (بالفرنسية: Journée nationale des)‏ (بالإنجليزية: National Patriots' Day)‏ ويعرف اختصاراً باسم يوم الوطنيين (بالإنجليزية: National Patriots' Day)‏ هو يوم عطلة رسمية يتم الاحتفال به سنويًا في مقاطعة كيبك الكندية، يوم الإثنين الذي يسبق تاريخ 25 مايو. تم تحديد هذا من قبل نائب حاكم مقاطعة كيبك في عام 2003، وفقًا لرئيس الوزراءآنذاك برنارد لاندري فإن هذا اليوم يهدف «للتأكيد على أهمية نضال الوطنيين بين عامي 1837-1838 من أجل الاعتراف الوطني بشعبنا، من أجل حريتها السياسية والحصول على نظام حكم ديمقراطي.»
في السابق ومنذ عام 1920، كان يطلق على يوم فكتوريا بـ يوم دولارد (بالفرنسية: Fête de Dollard)‏، تكريماً لأحد الأبطال الكنديين الناطقين بالفرنسية. والهدف من هذا الاحتفال هو التعبير عن عدم الاعتراف بعطلة يوم فكتوريا والذي يتم الاحتفال بها في ذلك التاريخ في معظم مقاطعات كندا. ويسلّط هذا الضوء على اختلاف الآراء السياسية عبر كندا.